# Daniel Olbrychski
Daniel Marcel Olbrychski (Łowicz, 1945. február 27. –) lengyel színész. 1964-től filmez. Nemzetközi hírnevét Andrzej Wajda játékfilmjeiben nyújtott alakításainak köszönheti. A Cybulski helyébe lépés első filmje a Minden eladó (1968) volt.
Olbrychski filmjei igen széles műfaji skálát képviselnek. Többször járt Magyarországon, néhány magyar filmben is szerepelt. Jancsó Miklóssal háromszor is együtt dolgozott, ebből kétszer Olaszországban.

## Pályafutása

### A kezdetek

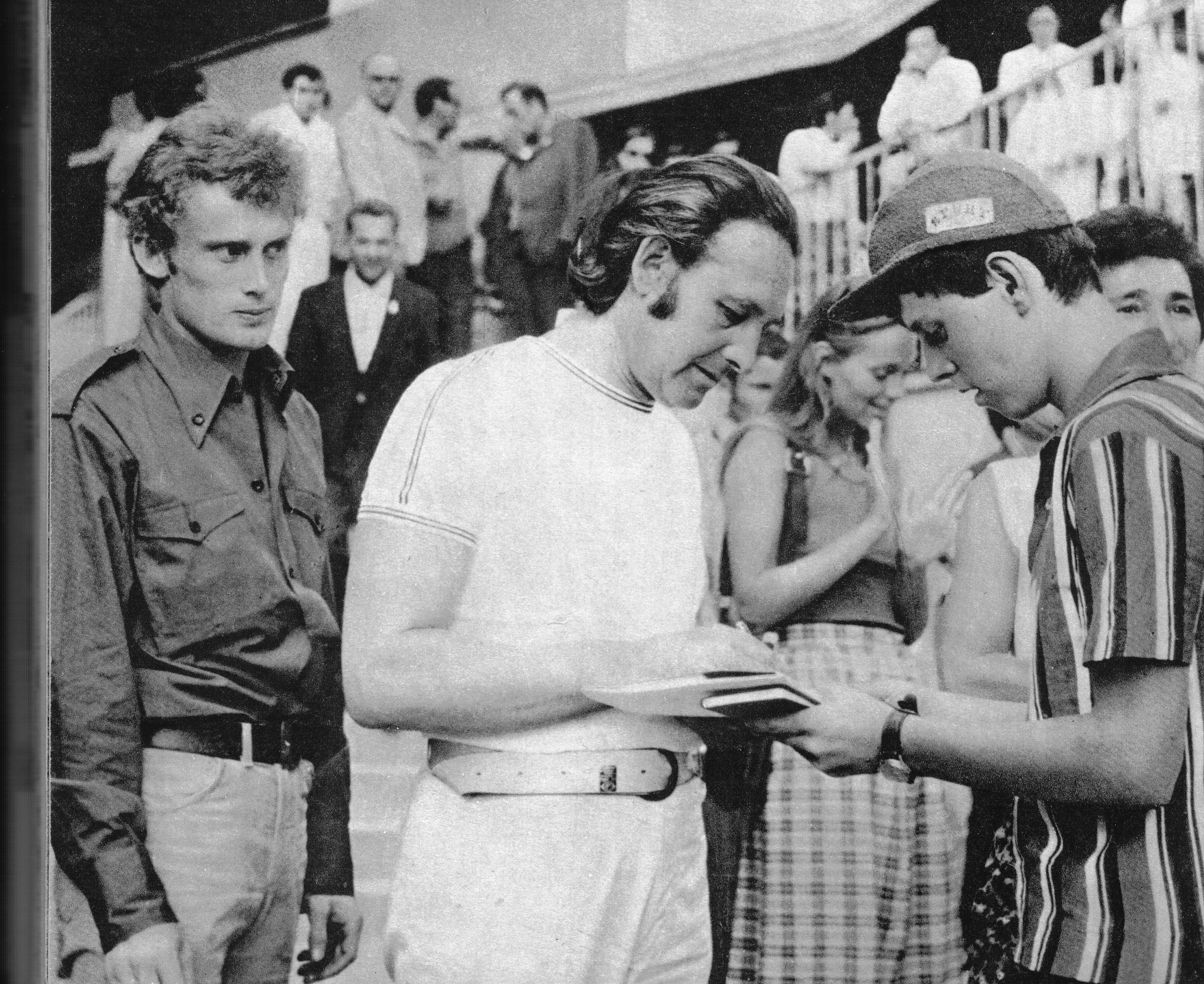
Andrzej Wajda (középen) és Daniel Olbrychski (balra) az 1970-es évek elején

Olbrychski a Varsói Színművészeti Főiskolán tanulta a szakmát. 1964-ben kezdett filmezni, és pályafutása első 5 évében csak filmekben játszott. Sokféle sportágat űzött (vívás, lovaglás, ökölvívás, dzsúdó, 800 méteres futás), és ezekben való jártasságát számos filmszerepben tudta kamatoztatni. 20 évesen kapta első nagy szerepét Andrzej Wajdától A légió (1965) című történelmi drámában, amely Stefan Zeromski Hamvak című regénye alapján készült. A cselekmény a napóleoni háborúk idején játszódik. 1967-ben Olbrychski két olyan filmet is forgatott, melyekben sportolót játszott. Julian Dziedzina A bokszoló című opuszában a címszereplő ökölvívót alakította, aki azért edz keményen, hogy kijusson az olimpiára. (Ellenfelét a háromszoros Európa-bajnok lengyel ökölvívó, Leszek Drogosz játszotta.) Janusz Morgenstern Jowita című alkotásában egyik partnere a legendás ifjú színész, Zbigniew Cybulski volt, aki már nem érte meg a film bemutatóját. Az ő alakjának állított mozgóképes emlékművet Andrzej Wajda a Minden eladó (1969) című filmjével, melyben Olbrychski képletesen is Cybulski örökébe lép. (A színész egyébként a valóságban is Cybulski halála után került az érdeklődés középpontjába: kitartása és tehetsége révén jogosan foglalta el elődje helyét a lengyel filmgyártásban, melynek azóta alighanem világviszonylatban is ő a legismertebb színművésze.) 1969-ben egy másik Wajda-drámában szintén játszott (Légyfogó). Ugyanebben az esztendőben két monumentális szuperprodukcióban is szerepet vállalt. Annak idején a magyar mozikban is nagy siker volt Jurij Ozerov Felszabadítás című szovjet–lengyel–keletnémet–olasz koprodukciós filmje, amely a második világháború számos csatajelenetét idézte fel rendkívül érzékletes képsorokban, de a korszakra jellemző szovjet történelemszemlélet alapján. Olbrychski a filmben Henryk Dabrowski szerepét játszotta. Ugyancsak siker volt nálunk a Nobel-díjas író, Henryk Sienkiewicz regényéből forgatott A kislovag (tévésorozatként és – rövidített formában – mozifilmként is bemutatták), amelyben Daniel a török Azja szerepét játszotta olyan partnerek mellett, mint Tadeusz Łomnicki, Barbara Brylska és Jan Nowicki. Jerzy Hoffman filmje a 17. századi Lengyelországban játszódik, főhőse, a „kislovag” Michal Wolodyjowski (Lomnicki) aki az önként vállalt szerzetesi életet adja fel, hogy a törökök ellen harcoljon, és persze a szerelem sem kerüli el. 1969-ben került sor Olbrychski első színpadi fellépésére. Később, az 1970-es években a Varsói Nemzeti Színházban számos emlékezetes előadásban szerepelt Adam Hanuszkiewicz irányítása alatt.

### A nagy filmek évtizede
1970-ben Olbrychski Magyarországra látogatott, ahol Jancsó Miklós éppen az Égi bárány című filmjét forgatta. A magyar rendező később azt nyilatkozta a Filmvilág című szaklapnak, hogy félig már kész volt a film, mikor kiderült, hogy Olbrychski a stáb rendelkezésére tud állni. Ez egy olyan lehetőség volt, amit nem lehetett elszalasztani, ámbár nem volt könnyű feladat egy részben már leforgatott filmbe egy teljesen új szereplőt (a hegedűs) bevezetni. Jancsó még ugyanabban az évben egy másik filmjébe is meghívta a lengyel művészt: A pacifista Olaszországban készült Monica Vitti, Pierre Clémenti és Madaras József főszereplésével. (1974)-ben a Róma visszaköveteli Cézárt című olasz tévéfilmjéhez Jancsó ismét igényt tartott Olbrychski közreműködésére a leginkább a Fellini-Satyricon című filmből ismert Hiram Keller partnereként. Természetesen Andrzej Wajda sem feledkezett el a felfedezettjéről. A Tájkép csata után (1970) című drámája egy fogolytáborban játszódik, 1945-ben. Olbrychski alakította Tadeuszt, a fiatal költőt, akinek szerelme a lengyel zsidólánnyal tragikus véget ért.

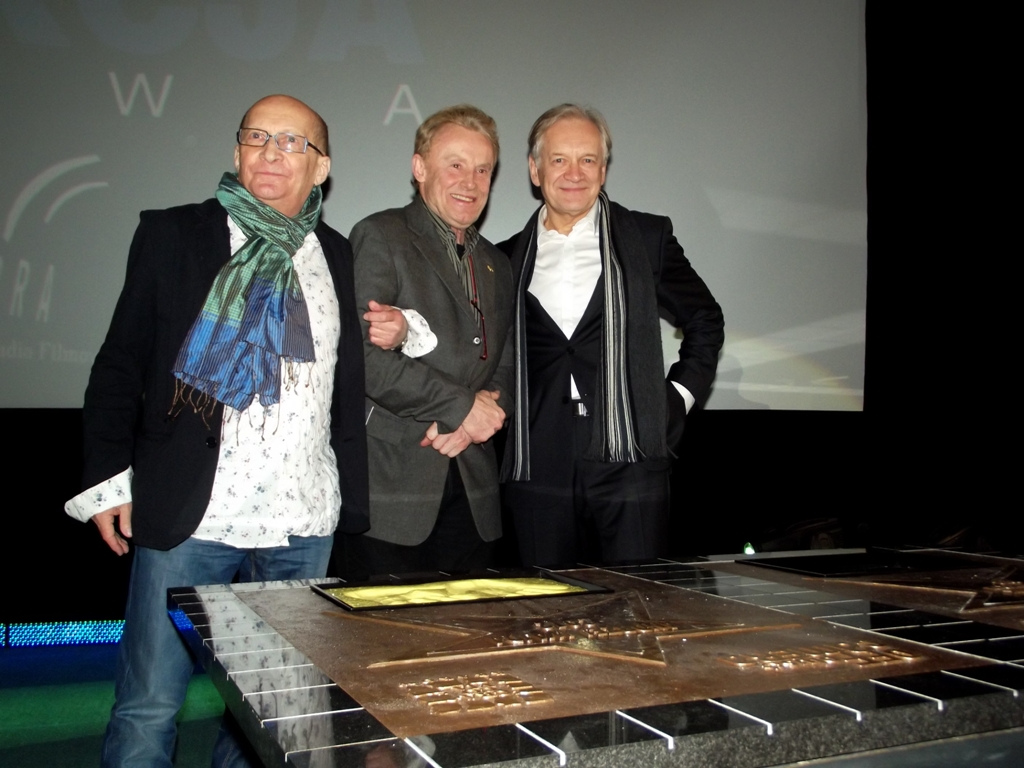
Az ígéret földje három főszereplője, Wojciech Pszoniak, Daniel Olbrychski és Andrzej Seweryn a 2012-ben rendezett krakkói OFF Plus Camera filmfesztiválon, ahol bemutatták a film digitálisan felújított változatát

Jarosław Iwaszkiewicz novellája alapján készült a Nyírfaliget (1970). A költői szépségű film tüdőbeteg főhőse, Stanislaw (Olgierd Łukaszewicz) a közelgő halál tudatával féktelenül veti bele magát a számára egyre rövidebb élet örömeibe, és ezt a túláradó életkedvet bátyja, a mogorva természetű Boleslaw (Olbrychski) képtelen megérteni. A két testvér kapcsolatában kulcsszerepe van Stanislaw szerelmének, Malinának (Emilia Krakowska). Mihail Bulgakov híres regénye, a A Mester és Margarita egy részlete alapján, a nyugatnémet tévé számára készült Wajda Pilátus és a többiek (1972) című munkája, amelyben Olbrychski Máté evangélista szerepét játszotta. A wajdai életmű két csúcspontja következett ezután. A Menyegző (1973) Stanislaw Wyspianski 1901-es színdarabjából készült, amely a lengyel nemzet sorskérdéseit veti fel. Wajda a maga költői látomásába a dráma keletkezése óta eltelt 7 évtized lengyel történelmi tapasztalatait is beépítette. A lengyel gyáripar véres megszületésének krónikája Az ígéret földje (1975), Władysław Reymont regényének adaptációja. Olbrychski alakította benne Karol Borowieckit, a nemesi származású lengyel fiatalembert, aki barátaival (Wojciech Pszoniak, Andrzej Seweryn) egy textilgyárat akar alapítani Łódź városában. A wilkói kisasszonyok (1979) szintén Iwaszkiewicz-novella alapján készült, akárcsak a Nyírfaliget. A harmincas éveiben járó Wiktor Ruben (Olbrychski) nagybátyja vidéki házában találkozik azokkal az asszonyokkal, akik valaha szerették őt. A filmet Oscar-díjra is jelölték.
Wajdán és Jancsón kívül azonban más rangos művészek is komoly feladatokat bíztak Olbrychskire. Krzysztof Zanussi Ritka látogató (1971) című drámájában egy fiatal mérnököt játszott, aki hosszú idő után tér vissza a szülői házba. Partnerei: Maja Komorowska és Jan Nowicki.  Jerzy Hoffman 1974-ben forgatta az Özönvíz című látványos, mozgalmas történelmi kalandfilmjét, A kislovag előzményét, szintén egy Sienkiewicz-mű nyomán. Az Özönvíz cselekménye húsz évvel korábban, a svéd–lengyel háború idején játszódik. Főhőse, Andrzej Kmicic (Olbrychski), aki a történet során féktelen természetű, főleg a tivornyáknak élő nemesemberből igazi hazafivá válik, és elnyeri a szépséges Olenka (Malgorzata Braunek) szerelmét is. Janusz Kijowski nagy nemzetközi figyelmet keltett Kung-Fu (1979) című filmje egy hétköznapi történet ürügyén – egy mérnököt elbocsátanak az állásából, barátainak hitt emberek cserbenhagyják, ellenségeinek gondolt személyek segítenek rajta – az alapvető emberi értékekhez (becsület, hűség, barátság) való visszatérés fontosságát fogalmazza meg. Günter Grass 1959-ben megjelent regényéből 20 évvel később Volker Schlöndorff forgatta A bádogdob című emlékezetes filmdrámát, amely a cannes-i Arany Pálma mellett  a legjobb külföldi filmnek járó Oscar-díjat is elnyerte. A két világháború közötti Danzigban játszódó dráma főszereplője, Oskar Matzerath (a gyermek David Bennent emlékezetes alakítása) hároméves korában elhatározza, hogy nem nő tovább. A kisfiú hangjával képes megrepeszteni az üveget, és mindig nagy figyelmet kelt, mikor bádogdobján játszik. Grass regényét és Schlöndorff filmjét a maguk idejében főleg a németek lelkiismereti önvizsgálatának részeként méltatták, az azóta eltelt évtizedekben azonban formai erényeikre helyeződött a hangsúly. Olbrychski és David Bennent mellett a főszerepeket olyan kitűnő színészek játszották, mint Mario Adorf, Angela Winkler, Katharina Thalbach és Andréa Ferréol.

### A nyolcvanas évektől napjainkig
Az 1980-as évek elejének Lengyelországában zavaros volt a belpolitikai helyzet, 1981 végén bevezették a szükségállapotot. Számos lengyel művész a bizonytalan körülmények elől külföldre – főleg Franciaországba – ment dolgozni. Olbrychski Párizsba utazott, színházban lépett fel, és persze továbbra is filmezett. Claude Lelouch Egyesek és mások (1981) című nagyszabású alkotása – tévésorozatként is bemutatták – egyesek szerint a rendező egyik legjelentősebb munkája, mások szerint a szupergiccs szinonimája. Mindenesetre Olbrychski olyan partnereket kapott benne, mint Robert Hossein, Nicole Garcia, Geraldine Chaplin, Fanny Ardant és Jean-Claude Brialy. A II. világháború időszakában játszódik Lordan Zafranovic drámája, az Itália bukása (1981). Olbrychski egy partizánparancsnokot alakít, aki agyonlöveti egyik harcostársát, mert az illető a hazafias kötelesség elé helyezte a szerelmet, ám később a parancsnok is hasonló konfliktushelyzetbe kerül. Joseph Losey A pisztráng (1982) című alkotása meglehetősen vegyes fogadtatásban részesült. A mű alapjául Roger Vailland regénye szolgált, melynek témája az osztályharc és a nemek harca. A kritikák főleg Jeanne Moreau és Jean-Pierre Cassel alakítását dicsérték, a főszerepet játszó Isabelle Huppert viszont számos ítész szerint nem volt igazán meggyőző. Andrzej Wajda Szerelem Németországban (1983) című rendezése Rolf Hochhuth 5 évvel korábban publikált regényéből készült. A felkavaró dráma egy német asszony (Hanna Schygulla) és egy lengyel hadifogoly (Olbrychski) tragikusan végződő „fajgyalázó” szerelmének históriája. Tragikus szerelmi történet Margaretha von Trotta Rosa Luxemburg (1986) című filmje is, amely a kommunista Rosa Luxemburg életéről, harcostársa, Leo Jogiches (Olbrychski) iránti szerelméről szól. Filozofikus sci-fi Piotr Szulkin Ga, ga, avagy dicsőség a hősöknek (1986) című filmje, a rendező trilógiájának befejező része. Witold Leszczynski Szekercelárma (1986) című alkotása a lengyel irodalom egyik jelentős alakja, Edward Stachura regényének méltó filmváltozata, melyben Olbrychski játszotta a főszereplőt, Michał Kątnyt, akit a szerző így írt le: „…mosolya olyan romos, megrepedezett, széttöredezett volt. Úgy mosolygott, mintha nem is akart volna teljes szívéből mosolyogni. Mintha életében történt volna valami, ami megsemmisítette, szétzúzta, elpusztította volna minden mosolyát, és Michał Kątny nem tudta, vagy nem akarta már felépíteni, vagy: se nem tudta, se nem akarta.” Milan Kundera azonos című, világsikerű regénye alapján készült Philip Kaufman A lét elviselhetetlen könnyűsége (1988) című drámája, Daniel Day-Lewis, Juliette Binoche és Lena Olin főszereplésével. Olbrychski kicsiny szerepet játszik a filmben, egy belügyi tisztviselőt.
Az 1990-es években Olbrychski három magyar filmben is szerepelt. Erdőss Pál Vérvonal (1992) című filmjének főszereplője két intézeti lány, akik elszöknek az intézetből azért, hogy felkutassák egyikőjük apját. András Ferenc  Törvénytelen (1994) című alkotása a rendszerváltást követő ügyeskedőkről szól. Gyarmathy Lívia Szökés (1997) című filmje a hírhedt recski kényszermunkatáborban játszódik, ahonnan az egyik elítélt kalandos szökést kísérel meg. Olbrychski játszotta a tábor politikai parancsnokát, Nagy főhadnagyot. Az évtized végén a művész három nagyszabású produkcióban kapott szerepet. Nyikita Mihalkov A szibériai borbély (1997) című francia–orosz–olasz–cseh koprodukciós filmjében Kopnovszkijt játszotta Richard Harris és Julia Ormond partnereként. A látványos alkotás cselekménye a 19. század végének Oroszországában játszódik, és egy szenzációsnak mondott találmány, egy fakitermelő gép (a címadó szibériai borbély) engedélyeztetése ürügyén egy szerelmi történetet mesél el. Andrzej Wajda Pan Tadeusz (1999) című történelmi drámája az egyik legismertebb lengyel irodalmi mű, Adam Mickiewicz azonos című elbeszélő költeménye alapján készült. Az időpont a 19. század, helyszín a három részre szakadt Lengyelország. Olbrychski partnerei: Bogusław Linda, Grażyna Szapołowska és Michal Zebrowski. 1999-ben Jerzy Hoffman végre megrendezhette Sienkiwicz trilógiájának első részét is. Nem a rendezőn, hanem a lengyel filmgyártás illetékeseken múlt, hogy a trilógia fordított sorrendben került a filmvászonra, mindenesetre 30 évvel A kislovag és 25 évvel az Özönvíz után a közönség megtekinthette a Tűzzel-vassal filmváltozatát is. (Tévésorozat formájában ugyancsak bemutatták.) Ebben Olbrychski Tuhaj bejt formálta meg, annak az Azjának az apját, akit a 3 évtizeddel korábbi filmben játszott. A látványos és fordulatos szuperprodukció főszerepeit a közönség előzetes igényeinek felmérése alapján osztották ki. A színészek közül Michal Zebrowski, a Bond-lányként megismert Izabella Scorupco, Alekszandr Domogarov, Zbigniew Zamachowski és Krzysztof Kowalewski nevét érdemes kiemelni.
Olbrychski az új évezredben is folyamatosan kapja a felkéréseket, legnagyobb visszhangot kiváltó szereplése azonban egy művészeti eseményhez kapcsolódik. 2001-ben a színész a megnyitás másnapján besétált Piotr Uklañski Nácik című, a varsói Zacheþtában tartott kiállítására, ahol egy előre odahívott tévéstáb és a fotósok előtt kardot rántott, és öt képet levágott a falról. Két kép őt magát, a másik három fotó színészbarátait (Jan Englert, Stanisław Mikulski és Jean-Paul Belmondo) ábrázolta náci egyenruhában. (Sajtóbeszámolók szerint a saját fotóit elvitte, a másik hármat a helyszínen összekaszabolta.) A kiállítás ugyanis olyan színészek fotóiból készült, akik náci szerepeket játszottak. Uklañski úgy nyilatkozott, őt leginkább az motiválta a kiállítás megrendezésére, hogy a nácik egyre rokonszenvesebb színben tűnnek fel a filmekben, és arra hivatkozott, hogy a tárlat Varsó előtt már számos nyugati nagyvárost megjárt minden botrány nélkül. Olbrychski azonban úgy vélte, a kiállítás sérti a szóban forgó művészeket (így például őt), azt a hamis képzetet keltve már a címmel is, hogy maguk a művészek nácik. Az incidensnek főleg a lengyel médiában volt nagy visszhangja, Olbrychski akciója kapcsán pró és kontra sok mindenki hallatta a hangját. Voltak, akik úgy vélték, a művész csupán provokációval felelt egy provokációra, mások azt gondolták, az effajta – nemesi hagyományokat idéző – önbíráskodó gesztusoknak lejárt az ideje a modern Európában.

## Magánélet

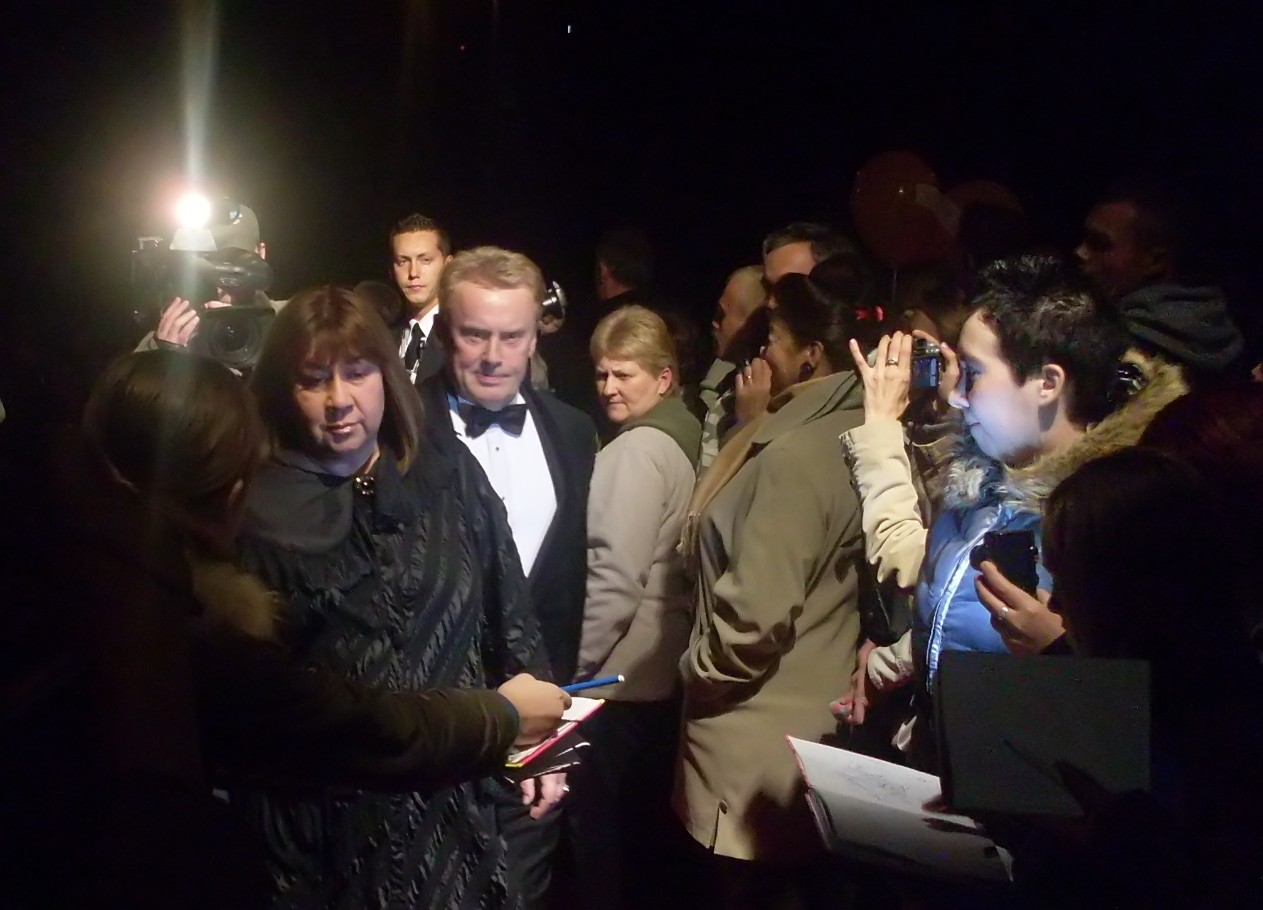
Daniel Olbrychski és felesége Krystyna Demska-Olbrychska 2008-ban a gdyniai filmfesztiválon

Olbrychski háromszor nősült. Első felesége, Monika Dzienisiewicz-Olbrychska színésznő volt. Tőle született 1971-ben fia, Rafal Olbrychski, aki szülei hivatását követte. Második felesége Zuzanna Lapicka-Olbrychska volt. 2004-ben Krystyna Demskával állt az oltár elé. A '80-as évek közepén, a Rosa Luxemburg című film forgatásán Olbrychski romantikus kapcsolatba került a címszerepet játszó Barbara Sukowával, és e kapcsolatból született Viktor nevű fia.

## Filmjei
- 2010 Salt ügynök
- 2009 Oda az igazság
- 2009 Naznaczony (tévésorozat) (az utómunkálatoknál tart)
- 2008 Kryptonim Gracz (tévéfilm)
- 2007 Dwie strony medalu (tévésorozat)
- 2007 Holnap moziba megyünk (Jutro idziemy do kina) (tévéfilm)
- 2006–2007 Fala zbrodni (tévésorozat)
- 2006 Kryminalni (tévésorozat, a Pozdrowienia z Hamburga és a W potrzasku című epizódokban)
- 2005 Persona non grata
- 2005 Anthony Zimmer
- 2005 Gibel imperii (tévésorozat)
- 2005 Turetskiy gambit
- 2004 Milady (tévéfilm)
- 2004 Break Point
- 2003 Nyicsevó (Nitschewo)
- 2003 Régi mese – Amikor a Nap isten volt (Stara basn. Kiedy slonce bylo bogiem)
- 2003 Przedwiosnie (tévésorozat)
- 2002 A bosszú (Zemsta)
- 2002 Gebürtig
- 2001 Wiedzmin
- 2001 Przedwiosnie
- 2000 Na dobre i na zle (tévésorozat, a Na scenie zycia című epizódban)
- 2000 Én, a tolvaj (To ja, zlodziej)
- 1999 Pan Tadeusz
- 1999 Tűzzel-vassal (Ogniem i mieczem)
- 1998 A szibériai borbély (Сибирский цирюльник)
- 1998 Il figlio di Sandokan (tévésorozat)
- 1997 Szökés
- 1997 Partra mászott halak (Dzieci i ryby)
- 1997 Utolsó kör (Ostatni krag z cyklu 'Opowiesci weekendowe')  (tévéfilm)
- 1996 Poznan 56
- 1996 Hommes, femmes, mode d'emploi
- 1996 Magocska (Pestka)
- 1996 Truck Stop
- 1996 Dzieje mistrza Twardowskiego
- 1995 Transatlantis
- 1995 Törvénytelen
- 1993 Moi Ivan, toi Abraham
- 1993 Érzések sorrendje (Kolejnosc uczuc)
- 1993 Le Vin que tue (tévéfilm)
- 1993 Dinozavris kvertskhi
- 1993 Jobb szépnek és gazdagnak lenni (Lepiej byc piekna i bogata)
- 1992 Vérvonal
- 1992 Das lange Gespräch mit dem Vogel (tévéfilm)
- 1992 Korotkoe dykhanie lyubvi
- 1991 Napoléon et l'Europe (tévésorozat)
- 1991 Babochki
- 1990 Les Cadavres exquis de Patricia Highsmith (tévésorozat, a Légitime défense című epizódban)
- 1990 Tízparancsolat (Dekalog) (tévésorozat, a Dekalog, trzy című epizódban)
- 1990 Le Silence d'ailleurs
- 1990 Le Retour
- 1989 L’Orchestre rouge
- 1989 La Bottega dell'orefice
- 1989 Coplan (tévésorozat, a Coups durs című epizódban)
- 1989 Haute tension (tévésorozat, az Au bout du rouleau című epizódban)
- 1989 Passi d'amore
- 1989 Isabella la ladra (tévésorozat)
- 1989 Zoo
- 1989 La Bugiarda (tévéfilm)
- 1989 To Teleftaio stoihima
- 1988 Megölni egy papot (To Kill a Priest) (nem szerepel a stáblistán)
- 1988 A lét elviselhetetlen könnyűsége (The Unbearable Lightness of Being)
- 1988 A sivatag kincse (Il Segreto del Sahara) (tévésorozat)
- 1988 Az aranyműves boltja (Adam atya)
- 1987 Búcsú Moszkvától (Mosca addio)
- 1986 Szekercelárma (Siekierezada)
- 1986 Rosa Luxemburg (Die Geduld der Rosa Luxemburg)
- 1986 Mit meinen heißen Tränen (tévésorozat)
- 1986 Mariage blanc (tévéfilm)
- 1986 Ga, ga, avagy dicsőség a hősöknek (Ga, Ga - Chwala bohaterom)
- 1986 Zápas tygru (tévéfilm)
- 1985 Jestem przeciw
- 1985 Casablanca, Casablanca
- 1985 Lieber Karl
- 1985 A zsaru és a lány (Der Bulle & das Mädchen)
- 1985 Un jour ou l'autre
- 1985 Music Hall (tévéfilm)
- 1984 Veszélyes lépések (La Diagonale du fou)
- 1984 Bis später, ich muss mich erschiessen
- 1983 Egyesek és mások (Les uns et les autres) (tévésorozat)
- 1983 Szerelem Németországban (Eine Liebe in Deutschland)
- 1983 La Derelitta
- 1983 Si j'avais mille ans
- 1982 Roza
- 1982 A pisztráng (La Truite)
- 1982 Zaustavite svet, hocu da sidjem
- 1981 From a Far Country
- 1981 Itália bukása (Pad Italije)
- 1981 Egyesek és mások (Les uns et les autres)
- 1981 Terrarium (tévéfilm)
- 1980 Rycerz
- 1980 Wizja lokalna 1901
- 1979 Kung-Fu
- 1979 A wilkói kisasszonyok (Panny z Wilka)
- 1979 A bádogdob (Die Blechtrommel)
- 1977 Dagny
- 1975 Az ígéret földje (Ziemia obiecana)
- 1974 Róma visszaköveteli Cézárt (Roma rivuole Cesare)
- 1974 Özönvíz (Potop)
- 1973 Menyegző (Wesele)
- 1972 Pilátus és a többiek (Pilatus und andere - Ein Film für Karfreitag) (tévéfilm)
- 1971 Rola (tévéfilm)
- 1971 Ritka látogató (Zycie rodzinne)
- 1970 A pacifista (La Pacifista)
- 1970 Nyírfaliget (Brzezina)
- 1970 Tájkép csata után (Krajobraz po bitwie)
- 1970 Rózaniec z granatów (tévéfilm)
- 1970 Égi bárány
- 1970 Sól ziemi czarnej
- 1969 Légyfogó (Polowanie na muchy)
- 1969 Felszabadítás (Освобождение)
- 1969 Skok
- 1969 A kislovag (Pan Wolodyjowski)
- 1969 Minden eladó (Wszystko na sprzedaz)
- 1969 Közjáték (Struktura krysztalu) (nem szerepel a stáblistán)
- 1969 Michal úr kalandjai (Przygody Pana Michala) (A kislovag tévésorozat-változata)
- 1968 Zaliczenie (tévéfilm)
- 1968 Kosel grófnő (Hrabina Cosel)
- 1967 Jowita
- 1967 A bokszoló (Bokser)
- 1967 Malzenstwo z rozsadku
- 1966 Potem nastapi cisza
- 1965 A légió (Popioly)
- 1964 Ranny w lesie

## Díjak és jelölések

### Moszkvai Filmfesztivál
- 1971 díj Nyírfaliget (legjobb színész)
- 2007 Sztanyiszlavszkij-díj

### Lengyel Filmdíj
- 2003 jelölés Zemsta (legjobb mellékszereplő)

### Lengyel Filmfesztivál
- 1974 díj Özönvíz (legjobb színész)

### Art Film Festival
- 1999 Életműdíj